# Fureur aveugle

Fureur aveugle (ou Gang des aveugles lors de sa sortie en vidéo) est un film philippin de 1976 d'arts martiaux et de blaxploitation réalisé par Efren C. Piñon (en). Bien que son nom figure en tête d'affiche, l'acteur américain Fred Williamson n'y fait qu'un caméo. Son synopsis (5 aveugles adeptes des arts martiaux préparent un braquage de banque) le porte candidat au rang de nanar.

## Synopsis
5 aveugles adeptes des arts martiaux préparent un braquage de banque.

## Fiche technique
- Titre : Fureur aveugle
- Titre original : Blind Rage
- Réalisation : Efren C. Piñon (en)
- Scénario : Jerry O. Tirazona, Leo Fong (en), Leonardo Velasco Uy, Efren C. Piñon (en)
- Photographie : Ben Lobo
- Effets spéciaux :  Rolly Santo Domingo
- Musique : Tito Sotto
- Durée : 80 minutes
- Caméra : Arriflex 35 IIC
- Laboratoire : DeLuxe, Hollywood (CA), USA
- Format : 35 mm
- Dates de sortie
  -  Philippines : 6 octobre 1976
  -  États-Unis : avril 1978
  -  France : 6 octobre 1979

## Distribution
- Tony Ferrer (en)
- Leila Hermosa
- Leo Fong (en)
- Charlie Davao
- Fred Williamson
- Carlos Padila Jr.
- D'Urville Martin
- Dick Adair
- Darnell Garcia (en)
- Subas Herrero (en)

## Divers
- Le scénario a été en 3 ou 4 jours[1]
- Le film fait suite à Death Journey (en) et à No Way Back (en), où Fred Williamson interprétait déjà son personnage de Jesse Crowder qu'il reprend ici. On reverra ensuite Jesse Crowder dans The Last Fight (film) (en) en 1983
- Tito Sotto, qui a composé la musique et qui fut aussi acteur, est devenu sénateur
- Le film est sorti en 1976 aux Philippines, mais il est parfois daté de 1978, car il n'est sorti qu'en 1978 aux États-Unis

## Critiques
- Un lecteur de Nanarland estime la «  VF bien marrante, des faux raccords, des effets sonores poisseux, et semble-t-il le même compositeur de musique que pour Laser force. »[2]